# Seta (tàu pháo Nhật)
Seta (堅田)  là một tàu pháo sông của Hải quân Đế quốc Nhật Bản. Nó thuộc Chiến đội pháo hạm số 11 và hoạt động trên sông Dương Tử ở Trung Quốc khoảng những năm 1920 trong cuộc chiến tranh Trung-Nhật và Chiến tranh Thế giới thứ hai.